# La Sarre
La Sarre ist eine Stadt in der kanadischen Provinz Québec mit gut 7282 Einwohnern (Stand: 2016). Sie liegt in der Verwaltungsregion Abitibi-Témiscamingue.

## Geschichte
Die ersten weißen Siedler kamen im späten 19. Jahrhundert. 1912 ließ sich die erste weiße Familie dauerhaft nieder. 1917 wurde La Sarre als Verwaltungseinheit konstituiert. Die Gemeinde wurde nach dem Régiment de La Sarre benannt, das erfolgreich an der Schlacht um Fort Carillon teilgenommen hatte. 1949 erhielt der Ort das Stadtrecht als ländliche Kleinstadt (Ville).

## Bevölkerung
Bevölkerungsentwicklung:
- 2016: 7282
- 2011: 7719[1]
- 2006: 7336[2]
- 2001: 7728[2]
- 1996: 8345[3]
- 1991: 8513[3]

Fast 99 % der Bewohner sprechen Französisch als Muttersprache.

## Söhne und Töchter der Stadt
- François Gendron (* 1944), Politiker
- Doris Piché (* 1965), Badmintonspielerin
- Sébastien Piché (* 1988), Eishockeyspieler

## Belege
1. 1 2  Statistics Canada: Census Profile, 2016 Census – La Sarre, Ville (Census subdivision), Quebec and Quebec (Province), abgerufen am 31. Mai 2021
2. 1 2  Statistics Canada: Community Profiles, 2006 Census – La Sarre, Ville (Census subdivision), Quebec and Quebec (Province), abgerufen am 31. Mai 2021
3. 1 2  Statistics Canada: Electronic Area Profiles, 1996 Census – La Sarre, Ville (Census subdivision), Quebec and Quebec (Province), abgerufen am 31. Mai 2021